# Distretto di Dzjatlava
Il distretto di Dzjatlava (in bielorusso Дзятлаўскі раён?) è un distretto (raën) della Bielorussia appartenente alla regione di Hrodna.